# Selezione 1990-2000
Albums de Piccola Orchestra Avion Travel
Cirano Storie d'amore
Selezione 1990-2000 est un album du groupe de pop-jazz italien Piccola Orchestra Avion Travel paru le 7 juin 2001 et reprenant les chansons célèbres du groupe.

## Liste des titres de l'album
1. Sentimento
2. Aria di te
3. Dormi e sogna
4. Abbassandro
5. La notte ha cambiato la citta
6. Cuore grammatico
7. Cirano
8. Primo amore
9. Belle caviglie
10. La chiave inglese
11. Comico
12. La famiglia
13. L'atlante
14. La conversazione
15. Via delle indie
16. L'astronauta